# Rădoiești-Deal
Rădoiești-Deal – wieś w Rumunii, w okręgu Teleorman, w gminie Rădoiești. W 2011 roku liczyła 1090 mieszkańców.